# Reforma agraria de China
El Movimiento de Reforma Agraria de China (en chino simplificado, 土地改革运动; en chino tradicional, 土地改革運動), o Reforma Agraria China para abreviar, fue una campaña lanzada por el líder del Partido Comunista Mao Zedong durante la última fase de la Guerra Civil China y la temprana República Popular China. Para 1953, el gobierno chino afirmó que las tierras agrarias de 700 millones de mu (亩), o 47 millones de hectáreas, habían sido redistribuidas a más de 300 millones de campesinos. Por otro lado, la campaña no distribuyó tierras a los campesinos de manera pacífica, ya que involucró asesinatos en masa de propietarios por parte de inquilinos, alentados por Mao Zedong; en total, se estima que entre 1 y 4,7 millones de propietarios fueron asesinados entre 1949 (o incluso antes) y 1953.
Sin embargo, desde 1953, comenzó el movimiento de transformación socialista y políticas como la "propiedad colectiva de las tierras", el "colectivismo agrícola" y la "comuna popular" tomaron nuevamente las tierras de los campesinos individuales. La reforma agraria china destruyó la moral y las culturas tradicionales en las zonas rurales de China continental y ejecutó a las élites que entendían tanto el conocimiento como las técnicas de producción agrícola. La reforma agraria tenía como objetivo eliminar a los "enemigos de la clase rural" y llevar el poder local a los comunistas.

## Proceso de reforma agraria

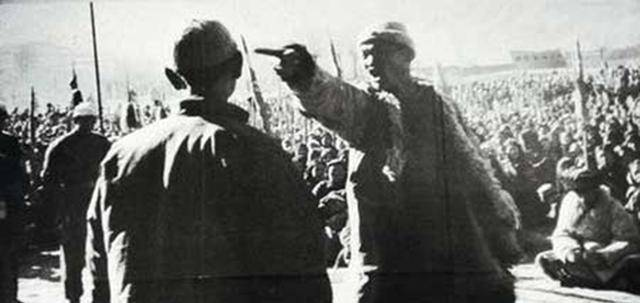
Los Sesión de lucha contra los terratenientes durante el movimiento de reforma agraria (1946). Según diversas estimaciones, la violencia durante la reforma agraria causó un total de entre 1 y 5 millones de muertes no naturales.。

En julio de 1947, según los datos publicados en la publicación del Partido Comunista Chino.Las masas, la Noroeste (que incluía las ocho provincias de Jilin, Heilongjiang, Nengjiang, Liaobei, Songjiang, Mudanjiang, Hejiang, Liaoning y la provincia de Jehol) 
"contaba ya con unos 6,29 millones de campesinos pobres sin tierra o con poca tierra,... ...en promedio, cada persona recibe ocho mu de tierra".
Sin embargo, el contenido y los objetivos de la reforma agraria también cambiaron, inclinándose gradualmente hacia la izquierda, con un número cada vez mayor de clases y personas implicadas, y un nivel de violencia cada vez mayor, con el resultado de muertes y éxodos De julio a septiembre de 1947, el Partido Comunista de China celebró una Conferencia Nacional de la Tierra en la aldea de Xibaipo, en el condado de Pingshan, en la provincia de Hebei, resumió la experiencia de la reforma agraria desde el "Cuarto de Mayo", formuló y adoptó el Esbozo de la Ley de la Tierra de China, que fue una aplicación exhaustiva de la reforma agraria, y se publicó oficialmente el 10 de octubre con la aprobación del Comité Central del Partido Comunista de China Se estipula que:
"se suprime el sistema feudal y semifeudal de explotación de la tierra, y se implanta el sistema de tierra para el cultivador"
"las asociaciones de campesinos de las aldeas reciben el ganado, los aperos de labranza, las casas, el grano y otras propiedades de los terratenientes, y cobran el excedente de dichas propiedades de los campesinos ricos"

"las asociaciones de campesinos de las aldeas reciben todas las tierras y terrenos comunes de los terratenientes en las aldeas y junto con todas las demás tierras de las aldeas, las distribuyen de manera uniforme y equitativa de acuerdo con toda la población de las aldeas, independientemente del sexo o la edad".
En diciembre de 1947, Mao Zedong publicó "La situación actual y nuestras tareas" y en enero de 1948, Ren Bishi publicó "Varios problemas en la reforma agraria" para corregir el sesgo "izquierdista" del movimiento de reforma agraria. El 1 de abril de 1948, Mao Zedong se dirigió a una reunión de cuadros en Jinsui, proponiendo que la línea general de la reforma agraria era apoyarse en los campesinos pobres, unirse a los campesinos medios, eliminar el sistema de explotación feudal de forma sistemática y separada, y desarrollar la producción agrícola. En el verano de 1948, en los distritos de Jizhong y Beiyue, a excepción de las aldeas fronterizas, más del 90% de las 1.566 aldeas administrativas (10,68 millones de personas) de la zona en la que se podía llevar a cabo la reforma agraria habían logrado una distribución de la tierra más o menos equitativa; por ejemplo, al 80% de la antigua zona de Jehol se le había asignado un total de 2,4 millones de mu de tierra a los campesinos. En febrero de 1949, 150 millones de los 270 millones de habitantes de las zona liberadas habían completado la reforma agraria, y a 100 millones de campesinos se les habían asignado unos 375 millones de mu de tierra, junto con alimentos, vivienda, ropa, equipo agrícola, ganado y otras propiedades confiscadas a los terratenientes Después de la Establishment of the People's Republic of China, en junio de 1950, Liu Shaoqi informó de que la “población agrícola del país en las zonas en las que la reforma agraria se ha completado o se ha completado en gran medida es de unos 145 millones (con una población total de unos 160 millones), y todavía hay unos 264 millones de zonas con población agrícola (con una población total de unos 310 millones) en las que la reforma agraria no se ha llevado a cabo”.

## Métodos de reforma agraria

### Fuerte impulso a la reforma agraria

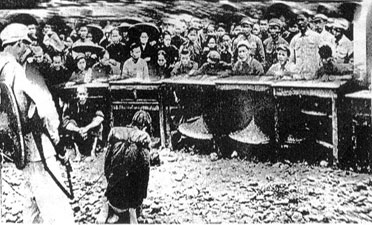
Juicio a los terratenientes por el "Tribunal Popular" creado durante la reforma agraria (1950)

El 18 de abril de 1950, Mao Zedong también hizo una petición a la Oficina de China Oriental, a la Oficina Central del Sur y a la Oficina del Noroeste del Comité Central del PCC para que informaran oportunamente de los planes de reforma agraria al gobierno central en sus comentarios sobre el arado de primavera, la reforma agraria y el trabajo de formación de cuadros. Mao afirmó que la lucha por la tierra sería extremadamente feroz y que:
"además de los terratenientes, habrá resistencia del imperialismo, de los restos reaccionarios de Taiwán y Tíbet, de los restos del Kuomintang, de las fuerzas reaccionarias del imperialismo, etc."
Mao creía que la política general consistía en:
"purgar los restos del Kuomintang, los agentes y los bandidos, derrocar a la clase terrateniente, liberar Taiwán y el Tíbet y luchar contra el imperialismo hasta el final".
Para evitar aún más la tendencia a dar un golpe demasiado amplio en un movimiento de reforma agraria a gran escala, Mao Zedong abogó por que:
"se adoptaran medidas para aislar a los terratenientes, dejar en paz a los campesinos ricos, proteger a los campesinos medios y estabilizar a la burguesía nacional para asegurar el avance constante de la reforma agraria"

"se cambió la política de expropiación de los excedentes de tierra y de propiedad de los campesinos ricos por la de preservación de la economía de los campesinos ricos". 
En 1952, cerca de 300 millones de campesinos sin tierra y sin tierra en todo el país habían recibido 700 millones de mu de tierra y otros medios de producción sin compensación, y estaban exentos de pagar rentas de tierra de unos 70.000 millones de jins de grano a los terratenientes cada año. Se cambió el sistema de tierras en el que:
"los terratenientes y los agricultores ricos, que representaban menos del 10% de la población rural, ocupaban el 70% de todas las tierras cultivables".

### Oposición a la reforma agraria pacífica
En la Primer Comité Nacional de la Conferencia Consultiva Política del Pueblo Chino celebrada en junio de 1950, los delegados discutieron la Ley de Reforma Agraria de la República Popular China. Muchos demócratas defendían que:
“mientras el gobierno emita decretos y distribuya tierras, no debe iniciar luchas de masas.”
Mao Zedong,Presidente del Comité Central del Partido Comunista de China, por su parte, se opuso firmemente a la reforma agraria pacífica que daba la tierra a los campesinos por gracia y abogó por organizar a los campesinos para que lucharan cara a cara con la clase terrateniente para reclamar sus tierras. En el prefacio de su libro Setenta años del Partido Comunista Chino, Hu Qiaomu dijo:
"El Partido se opone a la 'reforma agraria pacífica' que no moviliza a las masas y que utiliza órdenes administrativas para 'otorgar' tierras a los campesinos."
En septiembre de 1956, Liu Shaoqi, secretario del Secretariado del Comité Central del Partido Comunista de China, explicó en su informe político en el Octavo Congreso Nacional del Partido Comunista de China que:
"Nuestro Partido no adoptó el enfoque de confiar únicamente en las órdenes administrativas y "otorgar" tierras a los campesinos para llevar a cabo la reforma agraria. ...... Esto se logró utilizando el método de una línea de masas que movilizó completamente a las masas campesinas, iluminó plenamente la conciencia de clase de los campesinos, especialmente de los campesinos pobres, y a través de la propia lucha de los campesinos. ...... Como resultado de los métodos que adoptamos, las masas campesinas se levantaron, se organizaron, siguieron de cerca al Partido Comunista y al Gobierno Popular y tomaron el control firme del poder y de las armas en las aldeas. Así, la reforma agraria no sólo eliminó económicamente a la clase terrateniente y debilitó enormemente a los campesinos ricos, sino que también derrotó completamente a la clase terrateniente y aisló políticamente a los campesinos ricos." 
Qin Hui argumentó que la reforma agraria (durante la guerra civil) obligó a los campesinos a apoyar al PCC a costa de sus vidas en la guerra civil del PCC porque si el PCC perdía la guerra civil, estos campesinos no sólo perderían sus tierras sino que también serían liquidados por sus sangrientos crímenes; si la reforma agraria no era lo suficientemente violenta y sangrienta, no podría lograr el propósito de obligar a los campesinos a entregar sus “papeles de nominación”, por lo que había que oponerse a la reforma agraria pacífica que sólo repartía la tierra sin matar a nadie en ese momento. Cuando Niu Youlan, un erudito patriótico antijaponés, fue golpeado hasta la muerte durante la reforma agraria de 1947 en Jinsui, algunos diletantes le ataron una cuerda por la nariz y le hicieron desfilar por las calles por Niu Yinguan, el hijo del entonces subdirector de la Oficina Ejecutiva de la Región Fronteriza de Jinsui. Niu Youlan murió en huelga de hambre tras no poder soportarlo.

## Acto de violencia

### Granjera
Diversas investigaciones han demostrado que era habitual que los cuadros del equipo de reforma agraria de entonces animaran a los campesinos a golpear a la gente, y no era raro que los cuadros del equipo de reforma agraria salieran personalmente al campo y golpearan a la gente, lo que provocó un gran número de muertes de personas durante el periodo de reforma agraria.  De los 2.742 municipios del sur de Jiangsu, más de 200 fueron objeto de luchas y palizas indiscriminadas; según los registros originales del Comité de Trabajo Rural del Partido Comunista del sur de Jiangsu de la época, un total de 218 personas fueron golpeadas, colgadas, obligadas a arrodillarse o desnudadas. El antiguo presidente de la Agencia de Noticias Xinhua, Mu Qing, informó en la Referencia Interna del 2 de junio de 1950 que hubo más de 40 casos de muertes forzadas en Henan en poco más de un mes durante el movimiento de reforma agraria. En el Condado de Lanfeng, siete personas fueron obligadas a morir en 20 días en el distrito de Guaying. 
El entonces secretario del Buró Central del Sur del PCCh Ye Jianying y el vicesecretario Fang Fang adoptaron una política y un enfoque más moderado en la dirección del movimiento de reforma agraria, lo que dio lugar a que la reforma agraria de la provincia de Guangdong fuera criticada por el presidente del partido Mao Zedong. en noviembre de 1951, Mao criticó la reforma agraria de Guangdong por progresar demasiado lentamente, como " tortuga". En febrero de 1952, en una reunión del Secretariado del Comité Central del PCC, Mao Zedong criticó en su cara a Fang Fang por sus errores "de derechas" en la reforma agraria, diciendo: " La reforma agraria de Guangdong ha perdido el rumbo. Quiero jugar rápido, Fang Fang juega lento".

La situación de la reforma agraria en Guangdong cambió entonces significativamente, con asesinatos indiscriminados tan graves que cada municipio tuvo que establecer un plan de objetivos para matar a los terratenientes. El ex vicegobernador de la provincia de Guangdong Yang Li reveló en su libro La rosa roja espinosa - Un libro de injusticia que se hunde de Gu Da Cun que 1.156 personas se suicidaron durante la reforma agraria en la región occidental de la provincia de Guangdong en la primavera de 1953. El eslogan popular en la provincia de Guangdong en aquella época era: "Los pueblos sangran, los hogares luchan". ” En la provincia de Guangdong, el secretario del Comité Provincial del Partido Gu Da Cun informó, tras una investigación en la zona de Dongjiang, de que los ahorcamientos indiscriminados se habían generalizado, los suicidios eran graves y la búsqueda del dinero del fondo parecía caótica. Los cuadros tenían la idea de preferir la izquierda a la derecha: "No importa que mueran 100 terratenientes y no muera ni un solo campesino contratado".  Niu Yinguan recuerda la reforma agraria en Jinsui en sus últimos años:
“Una vez vi a un jefe de municipio atado a un árbol, al que le arrancaron los huesos con la corteza y tuvo una muerte horrible al borde del camino.” 
La reforma agraria supuso la tortura inhumana de los clasificados como terratenientes y sus familiares, lo que provocó la muerte de un gran número de personas.

## Influencia del ejercicio

### Datos oficiales
En junio de 1950, Mao Zedong informó en el Tercer Pleno del Séptimo Comité Central del Partido Comunista de China que la reforma agraria había contribuido a la rápida recuperación y desarrollo de la productividad agrícola. La producción de los principales productos agrícolas, como los cereales, el algodón y las semillas oleaginosas, aumentó año tras año. A finales de 1952, los hogares agrícolas organizados representaban cerca del 40% del total de hogares agrícolas del país, el triple que en 1950. El valor total de la producción agrícola pasó de 32.590 millones de yuanes en 1949 a 49.910 millones de yuanes en 1953, un aumento del 53,1%; la producción de grano pasó de 216.200 millones de jin en 1949 a 313.800 millones de jin en 1953, un aumento del 31,1%; la producción de algodón también aumentó de 8,89 millones de quintales en 1949 a 23,49 millones de quintales en 1953, un aumento del 62,2%. La repercusión objetiva de la reforma agraria en el aumento de la productividad, la recuperación y el desarrollo de la producción agrícola y la continuación de la recuperación y el desarrollo de la producción industrial que utiliza productos agrícolas como materia prima.

### Estructura social

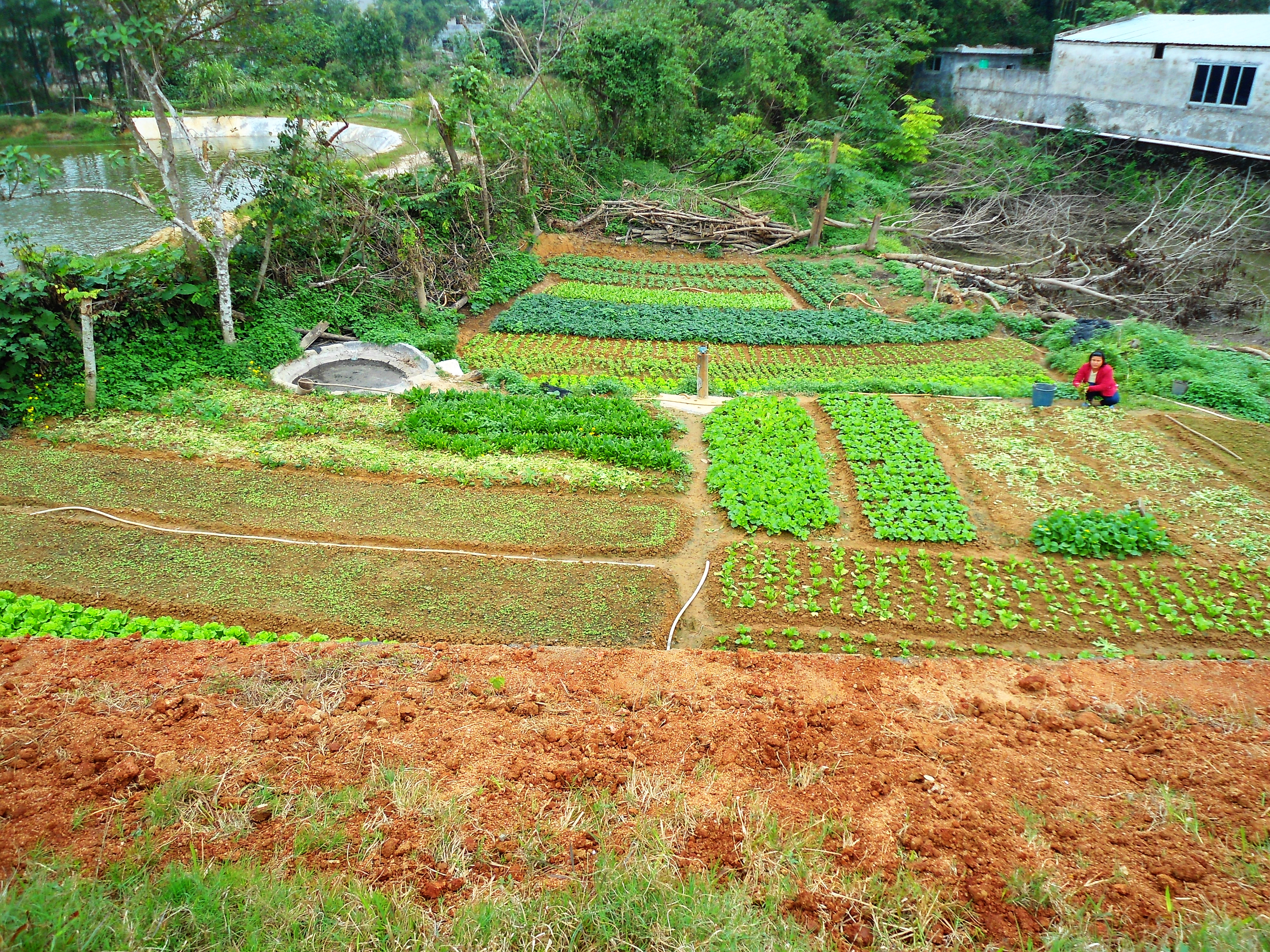
La explotación familiar continuó después de la reforma agraria

El historiador chino Huang Renyu argumentó:
"A través de la reforma agraria, Mao Zedong y el Partido Comunista dieron a China una estructura de clase baja completamente nueva. Se podían recaudar impuestos, los recursos del Estado eran más fáciles de gestionar y la clase media de la administración estatal se comunicaba más fácilmente con los gobernados, a diferencia de los grandes funcionarios enviados anteriormente desde la corte manchú. En este sentido, la revolución dio lugar a una nueva fuerza y a una nueva personalidad en China, cosa que el gobierno de Chiang Kai-shek no pudo hacer. La subestructura estaba aún en fase de prototipo y era evidente que debía ser revisada en el futuro. Mientras tanto, el frenesí que provocó este acontecimiento que sacudió la tierra -la mayor redistribución y colectivización de la propiedad en la historia de la humanidad- parece haber continuado hasta la Revolución Cultural.” : 277–278 
La reforma agraria privó a la nobleza rural de sus tierras y de todas sus propiedades y privó de la vida a entre 1 y 5 millones de personas, eliminando así por completo la élite rural y cambiando la estructura social y la cultura tradicional de la China rural La reforma agraria dividió a decenas de millones de personas entre terratenientes y campesinos ricos, convirtiéndolos en parias políticos sin garantía de vida durante los movimientos políticos posteriores.

### Propiedad de la tierra
| Clasificación de clases       | Número de hogares (Diez mil hogares) | Proporción de hogares (%) | población (10.000 personas) | Proporción de población (%) | Arado (Diez mil acres) | Proporción de tierras cultivadas (%) | Tierra cultivada promedio del hogar (Mu) | Tierra cultivada per cápita (Mu) |
| ----------------------------- | ------------------------------------ | ------------------------- | --------------------------- | --------------------------- | ---------------------- | ------------------------------------ | ---------------------------------------- | -------------------------------- |
| Campesinos pobres             | 6062                                 | 57.44                     | 24123                       | 52.37                       | 21503                  | 14.28                                | 3.55                                     | 0.89                             |
| Agricultor de ingresos medios | 3081                                 | 29.20                     | 15260                       | 33.13                       | 46577                  | 30.94                                | 15.12                                    | 3.05                             |
| Campesino rico                | 325                                  | 3.08                      | 2144                        | 4.66                        | 20566                  | 13.66                                | 63.24                                    | 9.59                             |
| Terrateniente                 | 400                                  | 3.79                      | 2188                        | 4.75                        | 57588                  | 38.26                                | 144.11                                   | 26.32                            |
| Otros                         | 686                                  | 6.49                      | 2344                        | 5.09                        | 4300                   | 2.86                                 | 6.27                                     | 1.83                             |
| Total                         | 10554                                | 100.00                    | 46059                       | 100.00                      | 150534                 | 100.00                               | 14.26                                    | 3.27                             |

| Clasificación de las clases   | Número de hogares (%) | población (%) | Arado (%) | Tierra cultivada promedio del hogar (mu) | Animales domésticos (Una / 100 hogares) |
| ----------------------------- | --------------------- | ------------- | --------- | ---------------------------------------- | --------------------------------------- |
| Agricultores pobres           | 54.5                  | 52.2          | 47.1      | 12.5                                     | 46.73                                   |
| Agricultor de ingresos medios | 39.3                  | 39.9          | 44.3      | 19.0                                     | 90.93                                   |
| Campesino rico                | 3.1                   | 5.3           | 6.4       | 25.1                                     | 114.86                                  |
| Terrateniente                 | 2.4                   | 2.6           | 2.2       | 12.2                                     | 23.19                                   |
| Otros                         | 0.7                   | --            | --        | --                                       | --                                      |
| Total                         | 100.00                | 100.00        | 100.00    | 15.3                                     | 64.01                                   |